# Verma Panton
Verma Wevlyn Panton (Malvern, parroquia de Saint Elizabeth, 17 de abril de 1936 - 18 de enero de 2015) fue una arquitecta jamaicana, la primera mujer arquitecta del Caribe británico.

## Biografía
Panton nació el 17 de abril de 1936 en St. Elizabeth, Jamaica, hijo de Laura Louise (de soltera Walker) y Vernon George Panton. Verma tiene dos hermanas: Faith (Baba) Panton y Sheila C Panton y un hermano Cedrick Landale Leroy Panton. Faith falleció de cáncer el 31 de octubre de 1991 en una residencia de ancianos de Santa Mónica, California (EE. UU.). Faith y Sheila nunca se casaron y no tuvieron hijos.  Verma Panton fue la primera mujer arquitecta del Caribe anglófono. Tras estudiar secundaria en los institutos Carvalho’s y Ardenne, entre 1956 y 1958 trabajó como asistente en el Departamento de Agrimensura. En 1958 obtuvo una beca y marchó a la Universidad McGill, en Canadá, donde se graduó.
Entre 1964 y 1968 fue arquitecta de proyectos en el Ministerio de Educación de Jamaica. En la empresa privada, trabajó para la compañía jamaicana McMorris Sibley Robinson de 1968 a 1982, y para Landmark Devt Co Ltd en 1983 y 1984. En 1984 se estableció de forma independiente.
Panton fue una de los miembros fundadores del Jamaican Architects Registration Board, formado en 1987. Sus trabajos incluyen el centro comunitario de Gordon Town, el antiguo edificio del Workers Bank en Constant Spring, el edificio Botany del campus de la Universidad de las Indias Occidentales en Mona, el edificio D Mair Insurance en Knutsford Boulevard, New Kingston, y la restauración de los juzgados de Old Half Way Tree.